# Калимбет, Ирина Владимировна
Ирина Владимировна Калимбет (укр. Ірина Володимирівна Калімбет; род. 1968) — советская и украинская гребчиха, призёр Олимпийских игр в Сеуле.

## Биография
Родилась 29 февраля 1968 года в городе Каневе Черкасской области (по другим данным — во Львове).
Занималась академической греблей, Мастер спорта международного класса (1988). Тренировалась на базе спортивного общества «Динамо» в Киеве у Александра Горового. В 1992 году окончила Киевский государственный институт физической культуры (ныне Национальный университет физического воспитания и спорта Украины.
После окончания спортивной переехала в Москву, где живёт и работает тренером в ДЮСШ «Буревестник». Вышла замуж за Василия Тиханова. Их дочери-близнецы Анастасия и Елизавета — российские гребчихи.

## Достижения
Серебряную медаль завоевала на сеульской Олимпиаде в парной четверке (Ирина Калимбет, Светлана Мазий, Инна Фролова, Антонина Думчева).
Также в парной четвёрке завоевала медали на чемпионатах мира 1987 (Дания,  Бронза) и 1989 (Словения,  Серебро).
Будучи юниоркой завоевала бронзовую медаль в четвёрке парной (Бранденбург, Германия, 1985) и серебряную медаль в одиночке (Речица, Чехия, 1986) на чемпионатах мира среди юниоров.
Награждена медалью «За трудовое отличие» (1988).